# Bahodirjon Sultonov
Bahodirjon Sultonov (russisch Баходирджон Султанов Bachodirdschon Sultanow; * 15. Januar 1985 in Andijon) ist ein ehemaliger usbekischer Boxer. Sultonov war Bronzemedaillengewinner der Weltmeisterschaften 2003 und 2009 und der Olympischen Spiele 2004, Asienmeister 2004 und Gewinner der Asienspiele 2006. Außerdem war er Teilnehmer der Olympischen Spiele 2008.

## Karriere
In der Jugend (U17) war Sultonov 2001 Weltmeister im Fliegengewicht (-51 kg) und bei den Junioren (U19) 2002 Weltmeister im Bantamgewicht (-54 kg).
2003 errang Sultonov nach einer Halbfinalniederlage gegen Gennadi Kowaljow, Russland (21:15), die Bronzemedaille der Weltmeisterschaften. Außerdem gewann er in diesem Jahr die Zentralasiatischen Spiele in Duschanbe und die zum ersten und einzigen Mal stattfindenden Afro-Asiatischen Spiele in Hyderabad. Bei den Olympischen Spielen im Jahr darauf erreichte Sultonov nach Siegen über den Bronzemedaillengewinner der Europameisterschaften 2004 Andrzej Liczik, Polen (RSC 2.), und den Bronzemedaillengewinner der Panamerikanischen Spiele 2003 Andrew Kooner, Kanada (44:32), das Halbfinale, welches er gegen den kubanischen Titelverteidiger Guillermo Rigondeaux mit 27:13 Punkten verlor und damit eine olympische Bronzemedaille gewann.
2005 traf Sultonov bei den Weltmeisterschaften bereits im Viertelfinale wieder auf Rigondeaux und musste sich ihm erneut geschlagen geben (RSC 3.). Besser lief es dann wieder bei den Asienspielen 2006, bei denen Sultonov die Goldmedaille gewann. Im Jahr darauf stieg er ins Federgewicht (-57 kg) auf, schied jedoch bei den Asienmeisterschaften bereits im ersten Kampf gegen Zalkar Bakirov, Kirgisien, aus und auch die Weltmeisterschaften 2007 endeten für Suktanow bereits im Achtelfinale, welches er gegen den späteren Weltmeister Albert Selimow, Russland (24:9), verlor. 2008 gewann Sultonov das asiatische Olympiaqualifikationsturnier in Bangkok mit einem Finalsieg über Satoshi Shimizu, Japan (RSC 3.). Bei den Spielen selbst kam er nicht über das Achtelfinale hinaus, da er gegen den späteren Olympiasieger Wassyl Lomatschenko, Ukraine (13:1), verlor.
Bei den Weltmeisterschaften 2009 konnte Sultonov wiederum eine Medaille gewinnen. Nach einer Halbfinalniederlage gegen Sergei Wodopjanow, Russland (7:5), gewann er die Bronzemedaille. In der Saison 2010/2011 kämpfte Sultonov für die Pohang Poseidons in der World Series of Boxing von sechs Kämpfen konnte er jedoch nur zwei gewinnen. Danach beendete Sultonov seine Karriere, unternahm jedoch 2012 im Leichtgewicht (-60 kg) einen erfolglosen Comebackversuch beim Askar-Kulibajew-Erinnerungsturnier in Oral.

### Quelle
- amateur-boxing.strefa.pl

| Personendaten    | Personendaten            |
| ---------------- | ------------------------ |
| NAME             | Sultonov, Bahodirjon     |
| ALTERNATIVNAMEN  | Sultanow, Bachodirdschon |
| KURZBESCHREIBUNG | usbekischer Boxer        |
| GEBURTSDATUM     | 15. Januar 1985          |
| GEBURTSORT       | Andijon                  |